# Elsa Zylberstein
Elsa Florence Zylberstein, född 16 oktober 1968 i Boulogne-Billancourt, Île-de-France, är en fransk skådespelerska.

## Utmärkelser
Zylberstein har bland annat vunnit Césarpriset för bästa kvinnliga biroll 2009 för Jag har älskat dig så länge.

## Roller i urval
- 1991 – Van Gogh
- 1992 – Underbart är kort
- 1993 – Mina
- 1994 – Farinelli
- 1995 – Jefferson i Paris
- 2004 – Modigliani
- 2008 – Jag har älskat dig så länge
- 2022 – Big Bug
- 2023 – Alphonse (TV-serie)
- 2023 – Club Zero
- 2023 – Slumpen avgör